# إري إن أختي (طبيب)
إري إن أختي (بمعنى: صنيعة أختي) كان طبيبًا مصريًا قديمًا عاش في نهاية الدولة القديمة أو الفترة الانتقالية الأولى حوالي 2200 قبل الميلاد. يُعرف إري نخت فقط من باب وهمي وُجد في الجيزة وأُعيد استخدامه كغطاء لقبر عمودي (رقم الحفرة S 2065). يحمل إري نخت على الباب الوهمي عدة ألقاب نادرة. كان كبير أطباء البيت العظيم، طبيب بطن البيت العظيم، حامي الشرج وطبيب عيون البيت العظيم. تشير هذه الألقاب إلى وجود تخصص عالٍ في الطب بالفعل في الدولة القديمة. كان يُدعى أيضًا إري، وهو نسخة قصيرة من اسمه الأطول. كان اسمه الجميل ني-عنخ-بيبي.